# Museo Guttuso
Il museo Guttuso si trova a Bagheria, nella città metropolitana di Palermo, ed è ubicato nella villa Cattolica sita alla periferia della città.

## Il museo
Il museo, strutturato su tre piani, venne inaugurato nel 1973 e ospita opere di Renato Guttuso donate dal maestro alla sua città natale.
Oltre alla produzione di Guttuso, rappresentativa di oltre quarant'anni di attività, ospita anche opere di artisti del XX secolo quali, fra gli altri, Mario Bardi, Mario Schifano, Cagli, Onofrio Tomaselli, Silvestre Cuffaro, Domenico Quattrociocchi, Pina Calì, Vincenzo Gennaro e Giuseppe Pellitteri, Mimmo Pintacuda, Giuseppe Tornatore e Arrigo Musti. Nel corso degli anni altre opere sono state accolte ed esposte all'interno del museo. Dagli anni 2000 il piano terra è occupato da un laboratorio teatrale e da due laboratori pittorici.
Le opere di Guttuso spaziano dai dipinti alle sculture, dai disegni alle incisioni e vanno dalle opere degli anni trenta alle ultime dell'artista bagherese.
Il museo dispone anche di una sezione etnografica nella quale sono esposti diversi carretti siciliani finemente scolpiti e istoriati. Nella parte opposta all’ingresso si trova la tomba di Guttuso.
Il museo è rimasto chiuso per lavori di ristrutturazione tra il 2014 e il 2016. La riapertura è avvenuta il 26 dicembre 2016 (giorno di nascita di Renato Guttuso) con un evento inaugurale a cui hanno preso parte diverse celebri figure legate al territorio bagherese, come Pif (conduttore televisivo), Francesco Scianna (attore protagonista del film Baarìa, ambientato nella città) e lo stesso Giuseppe Tornatore.